# 得梅因鎮區 (愛荷華州布恩縣)
得梅因鎮區（英語：Des Moines Township）是位於美國愛荷華州布恩縣的一個行政鎮區。

## 地方資料
根據2010年美國人口普查的數據，得梅因鎮區的面積為104.73平方千米，當中陸地面積為104.55平方千米，而水域面積為0.18平方千米。當地共有人口13758人，而人口密度為每平方千米131.37人。